# Lagisca hubrechti
Lagisca hubrechti är en ringmaskart som först beskrevs av McIntosh 1900.  Lagisca hubrechti ingår i släktet Lagisca och familjen Polynoidae. Arten har ej påträffats i Sverige. Inga underarter finns listade i Catalogue of Life.